# Mähstandweide
Mähstandweide ist ein spezielles Weideverfahren, welches je nach Flächenausstattung und Viehbestand der Landwirtschaftsbetriebe in konventioneller oder extensiver Weise angewendet werden kann. Die Anpassung der Besatzstärke an den Wachstumsverlauf erfolgt bei diesem Weideverfahren durch Abgrenzung der zu beweidenden Fläche, dabei wird diese zum Anbau und Gewinnung von Winterfutter zuerst gemäht. Mit rückläufiger Zuwachsleistung wird nach jedem Schnitt die beweidete Fläche solange vergrößert, bis sie vollständig beweidet wird. Dazu ist es erforderlich, dass der Landwirt eine verhältnismäßig gute standortspezifische Vorausschau des jeweiligen Wachstumsverlaufes entwickelt.

## Prinzip und Bedingungen
Prinzipiell ist keine Koppeleinteilung und kein Umtrieb erforderlich. Der Weideauftrieb erfolgt sehr früh bei mehr als 4 cm Wuchshöhe (vor Beginn der Süßkirschenblüte). Bei der Ganztagsweide sind Heu bzw. Stroh zuzufüttern. Eine zeitweise Ausgrenzung der Mähflächen sowie eine gestaffelte Mähfutterernte sind notwendig (siehe Schema).
Unmittelbar nach Aberntung des Mähgutes kann die Fläche zur Beweidung freigegeben werden. Durch ein selektives Grasen der Tiere wird die Tierleistung gesteigert, jedoch nicht der Flächenertrag. Bei trockener Witterung können abschnittweise Nachmahden durchgeführt werden und es können den Tieren Weidereste angeboten werden.
Bei konventioneller Nutzung (Besatzstärke 2 bis 4 GV/ha) ist eine ganzflächige Stickstoff-Teildüngung in kleineren Gaben (1,0 bis 1,5 kg N/ha/Weidetag) im Abstand von 30 Tagen direkt während der Nutzung erforderlich. Bei extensiver Nutzung (Besatzstärke < 1 GV/ha) benötigt es keine mineralische Stickstoffdüngung.
Geeignet ist das Mähstandweideverfahren für alle Tierarten, vorrangig aber für Mutterkühe, Milchkühe, Jungrinder und Schafe. Es sind zudem zusammenhängende Flächen notwendig. Bei Milchkühen sollte diese Fläche möglichst stallnah liegen, für alle anderen Tierarten geht es auch stallfern. Die Einbeziehung von Ackerland durch Ansaat begünstigt die Schaffung zusammengelegter Flächen. Die Flächen zur Mahd sind möglichst jährlich zu wechseln. Bei natürlichen Grenzen wie Wegen oder Bachläufen ist die Koppelweide eine geeignete Alternative.
Bewirtschaftungsschema für vier Teilflächen (Lagedarstellung im Bezug zum Stall):
```
 Stall
————————————————————————————————
 Beweidung (April bis Oktober)
 Nachmahd zwingend
————————————————————————————————
 sehr frühe Mahd (Weidereife)
 danach Beweidung
 Nachmahd ab August vorsehen
————————————————————————————————
  1. Mahd bei Siloreife im Mai
  Beweidung
  Nachmahd ab August
————————————————————————————————
  1. Mahd bei Siloreife (Mai)
  2. Mahd bei Siloreife (Juli)
  Beweidung
  keine Nachmahd
————————————————————————————————
```

## Vor- und Nachteile
Vorteile dieses Weideverfahrens sind, dass durch die großflächige Bearbeitungsmöglichkeit und einen damit verbundenen geringen Arbeitskräftebedarf eine hohe Wirtschaftlichkeit erreicht wird.
Es kommt zu einem ruhigen Tierverhalten in der Herde und dadurch zu einer hohen individuellen Tierleistung. Weiterhin entstehen geringere Kosten für Zäune, Tränken und Triftwege, da die Flächen arrondiert sind. Durch eine ständige Beweidung bilden sich zudem dichte Narben bei einer geringen Besatzdichte.
Nachteilig zu bewerten ist, dass die Weideflächen unbedingt zusammengelegt sein müssen, was nicht immer gegeben ist. Zudem besteht die Gefahr der Futterknappheit auf Flächen die austrocknungsgefährdet sind und es werden höhere Ansprüche an die Tier- und Weidehygiene gestellt.

## Quelle
- http://www.smul.sachsen.de/de/wu/Landwirtschaft/lfl/inhalt/3530_3533.htm